# Ольховка (Знаменский район)
Ольховка — упразднённое село в Знаменском районе Тамбовской области России. Входила на момент упразднения в состав Покрово-Марфинского сельсовета.

## Топоним
Современное название связано с рекой Ольшанка (на карте 1812 года), Ольховка (Топографический межевой атлас Тамбовской губернии (1862 год), составленный в 1860 году чинами Межевого Корпуса под руководством генерал-лейтенанта Менде), впадавшей в реку Сявы) (ныне овраг).
Прежнее название — Хвощинская, по девичьей фамилии помещицы, владелицы поместья Хвощинской. В «Экономических примечаниях Тамбовского уезда», составленных в конце XVIII века, находятся сведения о помещике Хвощинском, владевшим деревней Ольшанка (ныне село в 7 километрах к северо-востоку по прямой).
Почти одновременно зафиксировано описательное название — Ольховка при пруде.
В XIX и в начале XX века — деревня. Статус села — неизвестно.

## География
Урочище располагается в центральной части Тамбовской области, в лесостепной зоне, при Морозовском пруде, образованном на временном водотоке (овраге).

### Географическое положение
Расстояние: примерно в 13 км к востоку от Покрово-Марфино, административного центра поселения, в 20 км к западу от Знаменки, административного центра района и в 44 км к юго-западу от Тамбова, областного центра.

### Климат
Климат в местности, как и во всём районе, характеризуется как умеренно континентальный, относительно сухой, с тёплым летом и холодной продолжительной зимой. Среднегодовое количество осадков составляет около 550 мм, из которых большая часть выпадает в тёплый период. Снежный покров устанавливается в середине декабря и держится в течение 138 дней.

## История
Впервые Ольховка упоминается в документах ревизской сказки 1816 года. В то время Ольховка была заселена крепостными крестьянами, принадлежавшими четырём помещикам: Александру и Александре Конбаровым, Степаниде Богинской, Никифору Климентьеву. В общей сложности они имели 372 человека.
По переписной книге ревизской сказки 1834 года в Ольховке числилось только одно поместье Степаниды Михайловны, урождённой Хвощинской. За ней было записано 338 человек крепостных крестьян, в их числе Матвей Афанасьев, Григорий Васильев, Тихон Николаев, Трофим Климов, Сазон Епифанов и другие.
«Список населённых мест Тамбовской губернии» по сведениям 1862 года описывает деревню Ольховка Тамбовского уезда 4-го стана, по левую сторону Воронежского транспортного тракта на г. Усмань. Имелась мельница.
Согласно епархиальным сведениям 1911 года, в 1905 году на средства госпожи Ковальской и госпожи Петровой возведена каменная тёплая церковь с престолом в честь Воскресения Христова. При ней была открыта одноклассная церковная школа.
В 1975 году (Решением исполкома областного Совета от 11 февраля 1975 года №91) к территории деревни Ольховка были присоединены близлежащие деревни Алексеевка 2-я и Алексеевка 4-я.

### Административно-территориальная принадлежность
С 1861 по 1928 год деревня входила в состав Покровско-Марфинской волости Тамбовского уезда. С 1928 по 1959 год — в Покрово-Марфинский сельсовет Покрово-Марфинского района.

## Население
К 1862 году число дворов — 41, население составляло 141 человек, из них мужского пола — 67, женского — 74.
Согласно епархиальным сведениям 1911 года, в то время в деревне насчитывалось 260 крестьянских двора с населением: мужского пола — 850, женского пола — 900 человек.

## Инфраструктура
Основа экономики — сельское хозяйство .

## Транспорт
По сведениям 1862 года деревня Ольховка стояла по левую сторону Воронежского транспортного тракта на г. Усмань.
Село стояло в советское время на перекрёстке местных дорог
.